# Otus brucei

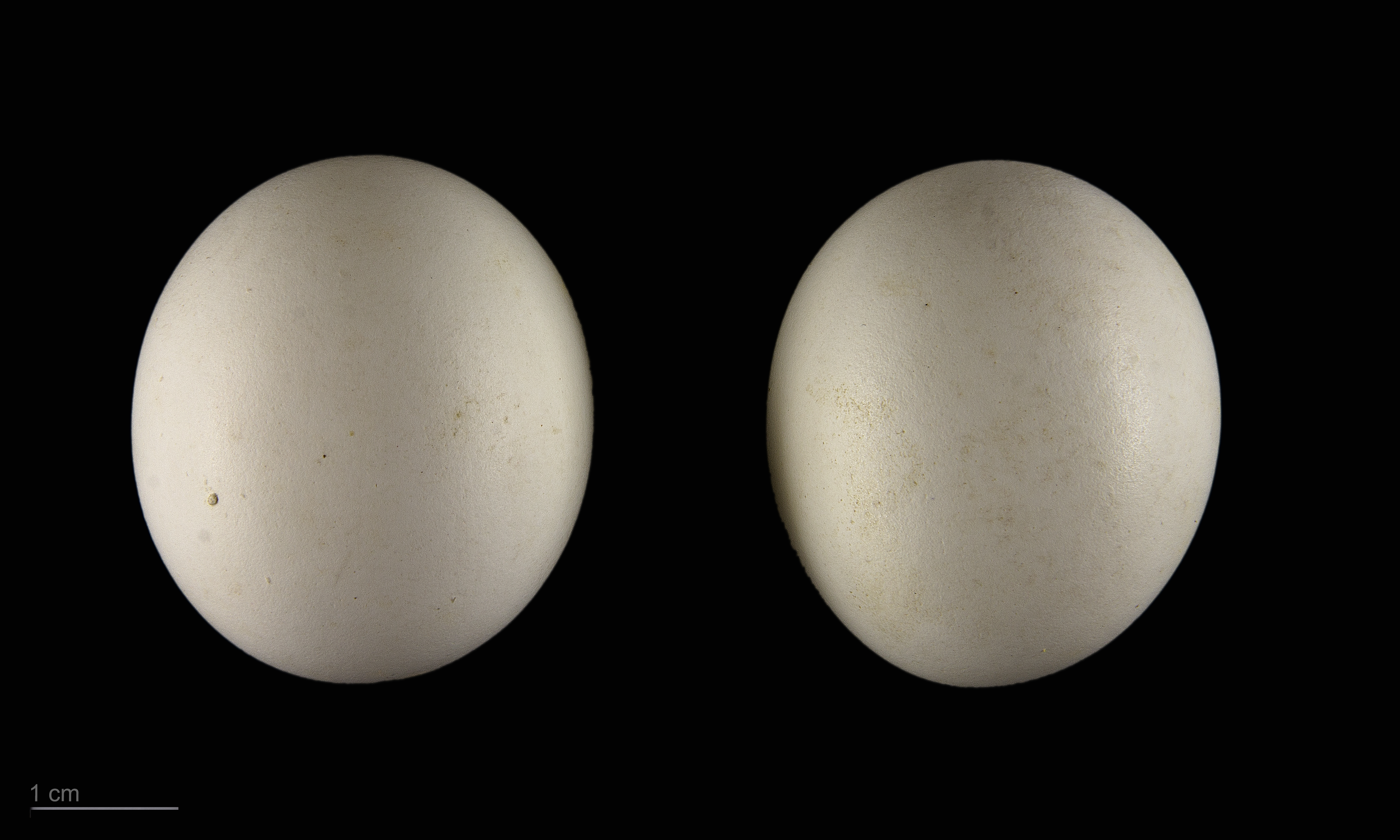
Otus brucei - MHNT

Mocho-d'orelhas-pálido ou mocho-de-orelhas-pálido (Otus brucei) é uma espécie de ave da família Strigidae. Pode ser encontrada do Oriente Médio a Ásia Ocidental e Central ao sul até o Afeganistão, Paquistão e noroeste da Índia.